# Helianthemum lasiocarpum
Helianthemum lasiocarpum là một loài thực vật có hoa trong họ Nham mân khôi. Loài này được Desf ex Willk. mô tả khoa học đầu tiên.